# Cassiopeia Limited Edition
Cassiopeia er et album af den århusianske rapper, L.O.C. Albummet er udgivet i 2006 af Virgin Records.

## Musiknumre på Cassiopeia Limited Albummet
1. "Verden Udenfor" (2:57)
2. "Få Din Flask" På (3:49)
3. "Vendt Om" (3:25)
4. "Hold Kæft Og Se Godt Ud" feat. Orgi-E (4:22)
5. "Frk. Escobar" (3:12)
6. "Den Lukrative Rendesten" (5:27)
7. "Klub 27" feat. Bai-D (3:25)
8. "Du Gør Mig" (3:14)
9. "Gemt Væk" (4:03)
10. "Ave Maria" (4:01)
11. "100" (4:10)
12. "Læg Den Hater Ned" feat. U$O & Johnson (5:22)
13. "De Sidste Tider" (3:40)
14. "Ignorant" feat. U$O (3:53)
15. "Min Tilstand" (4:22)
16. "Mig Og Min Paranoia" (4:20)
17. "Få Din Flask På" feat. Suspekt (4:15)
18. "Din Eneste ene" (3:50)